# ADE 651
L’ADE 651 (pour Équipement de Détection Avancée 651) est un faux détecteur de bombe produit dans les années 2000 par l'entreprise britannique Advanced Tactical Security & Communications Ltd (ATSC), qui affirmait que le dispositif radiesthésique pouvait détecter à distance et avec précision la présence et l'emplacement de différents types d'explosifs, drogues, ivoire et autres substances. Le dispositif a été vendu à une vingtaine de pays du Moyen-Orient et de l'Extrême-Orient, notamment en Irak et en Afghanistan, pour une somme d'environ 60 000 $ l'unité.

## Histoire
Des enquêtes menées par la BBC et plusieurs autres organisations ont révélé que l'appareil n'avait pas la capacité revendiquée et qu'il s'agissait donc d'une escroquerie. 
L’outil de détection n’était qu’une machine utilisée pour retrouver les balles de golf, achetée l'équivalent de 15 dollars pièce, customisée et revendue parfois à plusieurs dizaines de milliers d’euros l’unité pour des versions prétendument plus évoluées.
L'Irak a été son principal marché avec plus de 6 000 détecteurs vendus pour plusieurs dizaines de millions d’euros.
En janvier 2010, l'exportation de l'appareil a été interdite par le gouvernement britannique et le directeur général d'ATSC arrêté. Le 23 avril 2013, le fondateur d'ATSC, Jim McCormick, a été reconnu coupable et condamné à dix ans d'emprisonnement.
L'utilisation de l'appareil par les forces de sécurité irakiennes et pakistanaises est devenue une controverse internationale majeure car, malgré la fraude avérée, ces ADE 651 sont utilisés en 2016, créant un faux sentiment de sécurité dans une des régions les plus menacées du monde. 
En 2016, Sherry Rehman, une parlementaire de l'opposition pakistanaise, questionne le gouvernement au sujet de la poursuite de l'usage de détecteurs factices d'explosifs.